# Anthrenus cervenkai
Anthrenus cervenkai là một loài bọ cánh cứng trong họ Dermestidae. Loài này được Háva & Herrmann miêu tả khoa học năm 2006.